# 陽月華
陽月 華（ひづき はな、1980年9月2日 - ）は、日本の女優。元宝塚歌劇団宙組トップ娘役。
東京都足立区、都立飛鳥高等学校出身。身長164cm。血液型O型。愛称は「よーこ」、「うめ」。
所属事務所はコイン。

## 来歴
1998年、宝塚音楽学校入学。
2000年、宝塚歌劇団に86期生として入団。入団時の成績は9番。花組公演「源氏物語 あさきゆめみし／ザ・ビューティーズ!」で初舞台。組まわりを経て星組に配属。
2001年の阪急阪神初詣ポスターモデルに起用される。
2002年、池田銀行のイメージガールに就任。
2003年の「雨に唄えば」（日生劇場公演）で初ヒロイン。入団4年目での抜擢となった。続く「王家に捧ぐ歌」で新人公演初ヒロイン。その後も5度に渡って新人公演ヒロインを務める。
2006年の「フェット・アンペリアル」でバウホール公演初ヒロイン。
2007年の「Hallelujah GO!GO!」で2度目のバウホール公演ヒロイン。同公演千秋楽翌日となる1月16日付で宙組へ組替えとなり、2月13日付で宙組トップ娘役に就任。大和悠河の相手役として、「バレンシアの熱い花／宙 FANTASISTA!」でトップコンビ大劇場お披露目。
2008年の「黎明の風／Passion 愛の旅」稽古中の怪我により、同公演と続く「雨に唄えば」（梅田芸術劇場公演）を全日程休演。
2009年7月5日、「薔薇に降る雨／Amour それは…」東京公演千秋楽をもって、宝塚歌劇団を大和と同時退団。
退団後は舞台・ドラマ・映画などで幅広く活躍している。

## エピソード
同じ女優の吉田羊に似ていると称されることが多い。

## 宝塚歌劇団時代の主な舞台

### 初舞台
- 2000年4 - 5月、花組『源氏物語 あさきゆめみし』『ザ・ビューティーズ!』（宝塚大劇場のみ）

### 組まわり
- 2000年5 - 6月、星組『黄金のファラオ』『美麗猫（ミラキャット）』（宝塚大劇場）

### 星組時代
- 2000年8 - 9月、『黄金のファラオ』『美麗猫（ミラキャット）』（1000days劇場）
- 2000年10 - 11月、『花吹雪 恋吹雪』（バウホール・日本青年館）[17] - 初音（幼少）
- 2001年1 - 2月、『花の業平』 - 新人公演：若衆／若葉（本役：映美くらら）『夢は世界を翔けめぐる』（宝塚大劇場）
- 2001年3 - 5月、『ベルサイユのばら2001-オスカルとアンドレ編-』（東京宝塚劇場） - 小公女／アンドレ（幼少）、新人公演：女官長（本役：朝峰ひかり）[4]
- 2001年6月、『イーハトーヴ 夢』（バウホール・日本青年館）[18] - アメユキ
- 2001年8 - 10月、『ベルサイユのばら2001-オスカルとアンドレ編-』（宝塚大劇場） - 小公女／アンドレ（幼少）、新人公演：女官長（本役：朝峰ひかり）
- 2001年11 - 12月、『花の業平』 - 新人公演：若葉（本役：叶千佳）『サザンクロス・レビューII』（東京宝塚劇場）
- 2002年4 - 8月、『プラハの春』 - ヨゼフィーナ、新人公演：モニカ（本役：叶千佳）『LUCKY STAR!』[19]
- 2002年9月、『ヴィンターガルテン』（バウホール・日本青年館）[20] - マルコ・リンク
- 2002年11 - 12月、『ガラスの風景』 - ピア、新人公演：プリシラ（本役：叶千佳）『バビロン』（宝塚大劇場）
- 2003年1月、『おーい春風さん』（バウホール） - 喜久[21]
- 2003年2 - 3月、『ガラスの風景』 - ピア、新人公演：プリシラ（本役：叶千佳）『バビロン』（東京宝塚劇場）
- 2003年5月、『雨に唄えば』（日生劇場） - キャシー・セルダン ヒロイン[9][4][8][3]
- 2003年7 - 11月、『王家に捧ぐ歌』 - 女官ターニ、新人公演：アムネリス（本役：檀れい） 新人公演初ヒロイン[10][4][8][3]
- 2003年12月、『巌流-散りゆきし花の舞-』（バウホール・日本青年館） - アンナ・フェアラート[22]
- 2004年2 - 6月、『1914／愛』 - クロディーヌ、新人公演：アデル（本役：檀れい）『タカラヅカ絢爛』 新人公演ヒロイン[23][24][4]
- 2004年8月、『花舞う長安』 - 梅妃『ロマンチカ宝塚'04』（博多座）[25]
- 2004年10 - 12月、『花舞う長安』 - 梅妃、新人公演：楊貴妃（本役：檀れい）『ロマンチカ宝塚'04』 新人公演ヒロイン[23][4][26][27]
- 2005年2月、『王家に捧ぐ歌』（中日劇場） - 女官アウウィル[28]
- 2005年5 - 8月、『長崎しぐれ坂』 - 柳麗、新人公演：花魁（本役：松本悠里）『ソウル・オブ・シバ!!』[29][30]
- 2005年9 - 10月、『龍星（りゅうせい）-闇を裂き天（あま）翔けよ。朕（ちん）は、皇帝なり-』（ドラマシティ・日本青年館） - 花蓮[31][32]
- 2006年1 - 4月、『ベルサイユのばら-フェルゼンとマリー・アントワネット編-』 - ロザリー、新人公演：マリー・アントワネット（本役：白羽ゆり） 新人公演ヒロイン[33][34][4][3]
- 2006年6月、『フェット・アンペリアル』（バウホール） - エンマ・エリザベス・クラッチ バウ初ヒロイン[35][11][4][3]
- 2006年8 - 11月、『愛するには短すぎる』 - ナンシー・ブラウン／ドリー・マコーミック、新人公演：バーバラ・オブライエン（本役：白羽ゆり）『ネオ・ダンディズム!』 新人公演ヒロイン[33][36][4]
- 2007年1月、『Hallelujah GO!GO!』（バウホール） - ブレンダ・カウナー バウヒロイン[11][37][4]

### 宙組トップ娘役時代
- 2007年3 - 4月、『A／L（アール）-怪盗ルパンの青春-』（ドラマシティ・日本青年館・中日劇場） - アニエス・ド・スーピーズ[38][39][40] トップお披露目公演[41][4]
- 2007年6 - 9月、『バレンシアの熱い花』 - イサベラ[42][43]『宙 FANTASISTA!』 大劇場トップお披露目公演[44][4]
- 2007年10 - 11月、『バレンシアの熱い花』 - イサベラ[45]『宙 FANTASISTA!!』（全国ツアー）
- 2008年9 - 12月、『Paradise Prince（パラダイス プリンス）』 - キャサリン・ホワイト[46][47]『ダンシング・フォー・ユー』[48]
- 2009年2月、『外伝 ベルサイユのばら-アンドレ編-』 - マリーズ[49]『ダンシング・フォー・ユー』（中日劇場）[50]
- 2009年4 - 7月、『薔薇に降る雨』 - イヴェット[51][52]『Amour それは…』 退団公演[3][53]

### 出演イベント
- 2001年7月、『宝塚巴里祭2001』[54]
- 2001年9月、『ベルサイユのばら メモランダム』[55]
- 2001年10月、第42回『宝塚舞踊会』[55]
- 2002年2月、湖月わたるディナーショー『Aqua-碧空-』
- 2003年6月、TCAスペシャル2003『ディア・グランド・シアター』[56]
- 2004年4月、立樹遥ディナーショー『Luce〜陽だまりの足音〜』
- 2004年7月、TCAスペシャル2004『タカラヅカ90-100年への道-』
- 2005年4月、TCAスペシャル2005『Beautiful Melody Beautiful Romance』
- 2005年12月、『花の道 夢の道 永遠の道』
- 2006年4 - 5月、湖月わたるダンシング・リサイタル『Across』
- 2006年9月、TCAスペシャル2006『ワンダフル・ドリーマーズ』
- 2007年9月、『TAKARAZUKA SKY STAGE5th Anniversary Special』
- 2007年10月、第48回『宝塚舞踊会』
- 2009年5月、陽月華ミュージック・サロン『STAY GOLD』 主演[57]
- 2009年6月、『百年への道』

## 宝塚歌劇団退団後の主な活動

### 舞台
- ULTRA PURE!（2010年） - ヒロイン・田中沙織 役[2]
- 地球ゴージャスプロデュース公演VOL.11『X day』（2010年）
- 愛と青春の宝塚（2011年） - 星風鈴子（トモ） 役
- ノミコムオンナ（2011年）
- KREVAの新しい音楽劇 最高はひとつじゃない（2012年） - ジュリ・朋子 役
- 灰色のカナリア（2012年）
- 魔法のオルゴール（2012年） - 主演・タマキ 役[2]
- ユーミン×帝劇 vol.1『8月31日 〜夏休み最後の日〜』（2012年）[58]
- 音楽劇『ザ・オザタク』（2013年）
- フランケンシュタイン（2013年）
- みえない雲（2014年）
- ORANGE（2015年）
- うたかふぇ（2015年）
- 2021年4月、『斬られの仙太』（小劇場）[59]

### ドラマ
- ハンチョウ〜神南署安積班〜 第3シリーズ 第4話（2010年7月26日、TBS） - 訓練士・辰巳 役[2]
- パーフェクト・リポート 第7話（2010年11月28日、フジテレビ） - 波多野恵子 役
- 戦国疾風伝 二人の軍師 秀吉に天下を獲らせた男たち （2011年1月2日、テレビ東京） - お栄 役
- Oh!デビー（2011年10月1日 - 22日、スカパー!） - 城咲マリア 役
- 秘密諜報員 エリカ 第6話（2011年11月10日、読売テレビ） - 川瀬玲子 役
- 相棒（テレビ朝日）
  - 相棒 Season 10 第11話「名探偵再登場」（2012年1月11日） - 栗山佳美 役[2]
  - 相棒 Season 12 第4話「別れのダンス」（2013年11月6日） - 今宮礼夏 役
  - 相棒 Season 21 第14話「まばたきの叫び」（2023年1月25日） - 柳沼聖美 役
- ミューズの鏡（2011年1月14日 - 6月23日、日本テレビ） - 向田由美子 役
- アリス・イン・ライアーゲーム（2012年3月5日 - 8日、フジテレビ） - リエル 役
- ATARU 第2話（2012年4月22日、TBS） - 荘田美咲 役
- 月曜ゴールデン「赤かぶ検事奮戦記4」（2012年12月10日、TBS） - 植村妙子 役
- あぽやん〜走る国際空港（2013年1月17日 - 3月21日、TBS） - 藤崎桜子 役[2]
- ガリレオ 第2シーズン 第三章「心聴る」（2013年4月29日、フジテレビ） - 白井冴子 役
- 神谷玄次郎捕物控 第1話（2014年4月4日、NHK BSプレミアム） - より江 役
- 大岡越前2 第6話（2014年11月7日、NHK BSプレミアム） - お市 役
- 探偵の探偵 第9話（2015年9月3日、フジテレビ） - 高橋理佳 役
- 撃てない警官 第3話（2016年1月24日、WOWOW）
- 双葉荘の友人（2016年3月19日、WOWOW） - 八井沙季 役
- 忠臣蔵の恋〜四十八人目の忠臣〜（2016年9月24日 - 2017年2月25日、NHK総合） - ほり 役[16]
- プリンセスメゾン（2016年10月25日 - 12月13日、NHK BSプレミアム） - 要理子 役[16]
- Xmasミステリー特別企画「ホテル警備隊 田辺素直」（2016年12月25日、テレビ東京） - 音森月子 役
- 貴族探偵 第3話（2017年5月1日、フジテレビ） - 小関仁美 役
- 木曜ミステリー「遺留捜査4」 第3話（2017年7月27日、テレビ朝日） - 栗原恵 役
- FINAL CUT 第4話（2018年1月30日、関西テレビ） - 成田佳代 役
- 日曜ワイド「警視庁さがし物係」（2018年2月11日、テレビ朝日） - 水田恭子 役
- ラブラブエイリアン2 第15話（2018年3月6日、フジテレビ） - 山下陽子 役
- 警視庁・捜査一課長（テレビ朝日）
  - season3（2018年4月 - 6月） - 板木望子 役
  - 日曜プライム「警視庁・捜査一課長スペシャル」（2018年7月15日） - 板木望子 役
  - season4 2020（2020年4月 - 9月） - 板木望子 役
  - season5 2021（2021年4月 - 6月） - 板木望子 役
  - season6 2022（2022年4月 - 6月） - 板木望子 役
- 魔進戦隊キラメイジャー 第31話（2020年11月15日、テレビ朝日） - 七緒 役
- ここは今から倫理です。 第2話（2021年1月23日、NHK総合）[60]
- ユーチューバーに娘はやらん!（2022年1月17日 - 3月28日、テレビ東京） - 鈴川弘美　役[61]
- CODE-願いの代償- 第9話・最終話（第10話）（2023年8月27日・9月3日、読売テレビ・日本テレビ） - 相沢貴子 役[62]

### 映画
- 劇場版 ミューズの鏡〜マイプリティドール〜（2012年9月29日、松竹） - 向田由美子 役[2]
- 駆込み女と駆出し男（2015年5月16日、松竹） - 法秀尼 役[16][6]
- チア☆ダン〜女子高生がチアダンスで全米制覇しちゃったホントの話〜（2017年3月11日、東宝） - 大野 役
- 『かぞくわり』（2019年1月19日、日本出版販売）[6]
- 『二階堂家物語』（2019年1月25日、HIGH BROW CINEMA） - 沙羅 役
- あの日のオルガン（2019年2月22日、マンシーズエンターテインメント） - 藤木玉代 役
- 蔵のある街（2025年8月22日公開予定、マジックアワー）[63][64][65]

### オリジナルビデオ
- 忍風戦隊ハリケンジャーでござる! シュシュッと20th Anniversary（2023年10月25日） - オイランダ 役[66]

### CM
- ノバルティスファーマ「企業広告〜人類の偉業篇」（2009年 - ）
- 日本経済新聞（2010年3月 - ） - イメージキャラクター
- ハウス食品
  - バーモントカレー 冬野菜篇（2011年1月 - ）
  - 香りソルト/洋風スパイス（2013年 - ）

## 受賞歴
- 『宝塚歌劇団年度賞』
  - 平成16年度 - 新人賞[67]
  - 平成18年度 - 努力賞[67]